# Miami Open 2019 - Qualificazioni singolare femminile
Le qualificazioni del singolare femminile del Miami Open 2019 sono state un torneo di tennis preliminare per accedere alla fase finale della manifestazione. Le vincitrici dell'ultimo turno sono entrate di diritto nel tabellone principale. In caso di ritiro di una o più giocatrici aventi diritto a queste sono subentrate le lucky loser, ossia le giocatrici che hanno perso nell'ultimo turno ma che avevano una classifica più alta rispetto alle altre partecipanti che avevano comunque perso nel turno finale.

## Teste di serie
1. Anastasia Potapova (primo turno)
2. Eugenie Bouchard (primo turnk)
3. Dalila Jakupović (qualificata)
4. Viktorija Golubic (qualificata)
5. Jennifer Brady (primo turno)
6. Katie Boulter (primo turno)
7. Kaia Kanepi (qualificata)
8. Bernarda Pera (primo turno, ritirata)
9. Lara Arruabarrena (primo turno)
10. Taylor Townsend (qualificata)
11. Kristýna Plíšková (ultimo turno)
12. Polona Hercog (ultimo turno)

1. Magda Linette (ultimo turno)
2. Jessica Pegula (qualificata)
3. Zarina Diyas (primo turno)
4. Zhu Lin (primo turno)
5. Madison Brengle (ultimo turno)
6. Mona Barthel (ultimo turno)
7. Sorana Cîrstea (primo turno)
8. Mandy Minella (ultimo turno)
9. Veronika Kudermetova (primo turno)
10. Vitalia Diatchenko (primo turno)
11. Tímea Babos (ultimo turno)
12. Anna Blinkova (primo turno)

## Qualificate
1. Misaki Doi
2. Nao Hibino
3. Dalila Jakupovič
4. Viktorija Golubic
5. Sachia Vickery
6. Karolína Muchová

1. Kaia Kanepi
2. Jessica Pegula
3. Monica Niculescu
4. Taylor Townsend
5. Yanina Wickmayer
6. Laura Siegemund

## Tabellone

### Sezione 1
|  | Primo turno | Primo turno        | Primo turno | Primo turno | Primo turno |  |  | Ultimo turno | Ultimo turno  | Ultimo turno | Ultimo turno | Ultimo turno |  |
|  |             |                    |             |             |             |  |  |              |               |              |              |              |  |
|  | 1           | Anastasia Potapova | 6           | 610         | 62          |  |  |              |               |              |              |              |  |
|  |             | Misaki Doi         | 3           | 7           | 7           |  |  |              | Misaki Doi    | 3            | 7            | 6            |  |
|  | WC          | Christina McHale   | 6           | 63          | 4           |  |  | 20           | Mandy Minella | 6            | 5            | 4            |  |
|  | 20          | Mandy Minella      | 2           | 7           | 6           |  |  |              |               |              |              |              |  |

### Sezione 2
|  | Primo turno | Primo turno       | Primo turno       | Primo turno | Primo turno |  |  | Ultimo turno | Ultimo turno  | Ultimo turno  | Ultimo turno | Ultimo turno |  |
|  |             |                   |                   |             |             |  |  |              |               |               |              |              |  |
|  | 2           | Eugenie Bouchard  | 6                 | 0           | 4           |  |  |              |               |               |              |              |  |
|  |             | Nao Hibino        | 4                 | 6           | 6           |  |  |              | Nao Hibino    | Nao Hibino    | 6            | 6            |  |
|  | WC          | Caroline Dolehide | Caroline Dolehide | 5           | 65          |  |  | 13           | Magda Linette | Magda Linette | 4            | 0            |  |
|  | 13          | Magda Linette     | Magda Linette     | 7           | 7           |  |  |              |               |               |              |              |  |

### Sezione 3
|  | Primo turno | Primo turno      | Primo turno | Primo turno | Primo turno |  |  | Ultimo turno | Ultimo turno     | Ultimo turno     | Ultimo turno | Ultimo turno |  |
|  |             |                  |             |             |             |  |  |              |                  |                  |              |              |  |
|  | 3           | Dalila Jakupović | 1           | 6           | 6           |  |  |              |                  |                  |              |              |  |
|  |             | Fiona Ferro      | 6           | 3           | 2           |  |  | 3            | Dalila Jakupović | Dalila Jakupović | 6            | 6            |  |
|  |             | Heather Watson   | 7           | 3           | 4           |  |  | 17           | Madison Brengle  | Madison Brengle  | 0            | 3            |  |
|  | 17          | Madison Brengle  | 62          | 6           | 6           |  |  |              |                  |                  |              |              |  |

### Sezione 4
|  | Primo turno | Primo turno       | Primo turno | Primo turno | Primo turno |  |  | Ultimo turno | Ultimo turno      | Ultimo turno      | Ultimo turno | Ultimo turno |  |
|  |             |                   |             |             |             |  |  |              |                   |                   |              |              |  |
|  | 4           | Viktorija Golubic | 6           | 3           |             |  |  |              |                   |                   |              |              |  |
|  | WC          | Karman Thandi     | 0           | 0           | r           |  |  | 4            | Viktorija Golubic | Viktorija Golubic | 7            | 7            |  |
|  |             | Harriet Dart      | 6           | 4           | 65          |  |  | 18           | Mona Barthel      | Mona Barthel      | 5            | 5            |  |
|  | 18          | Mona Barthel      | 3           | 6           | 7           |  |  |              |                   |                   |              |              |  |

### Sezione 5
|  | Primo turno | Primo turno    | Primo turno  | Primo turno | Primo turno |  |  | Ultimo turno   | Ultimo turno   | Ultimo turno   | Ultimo turno | Ultimo turno |  |
|  |             |                |              |             |             |  |  |                |                |                |              |              |  |
|  | 5           | Jennifer Brady | 6            | 3           | 2           |  |  |                |                |                |              |              |  |
|  |             | Sachia Vickery | 2            | 6           | 6           |  |  | Sachia Vickery | Sachia Vickery | Sachia Vickery | 7            | 6            |  |
|  |             | Iga Świątek    | Iga Świątek  | 6           | 7           |  |  | Iga Świątek    | Iga Świątek    | Iga Świątek    | 62           | 4            |  |
|  | 15          | Zarina Diyas   | Zarina Diyas | 2           | 5           |  |  |                |                |                |              |              |  |

### Sezione 6
|  | Primo turno | Primo turno        | Primo turno        | Primo turno | Primo turno |  |  | Ultimo turno     | Ultimo turno     | Ultimo turno     | Ultimo turno | Ultimo turno |  |
|  |             |                    |                    |             |             |  |  |                  |                  |                  |              |              |  |
|  | 6           | Katie Boulter      | Katie Boulter      | 4           | 2           |  |  |                  |                  |                  |              |              |  |
|  |             | Marie Bouzková     | Marie Bouzková     | 6           | 6           |  |  | Marie Bouzková   | Marie Bouzková   | Marie Bouzková   | 4            | 3            |  |
|  |             | Karolína Muchová   | Karolína Muchová   | 7           | 6           |  |  | Karolína Muchová | Karolína Muchová | Karolína Muchová | 6            | 6            |  |
|  | 22          | Vitalia Diatchenko | Vitalia Diatchenko | 6           | 1           |  |  |                  |                  |                  |              |              |  |

### Sezione 7
|  | Primo turno | Primo turno         | Primo turno         | Primo turno | Primo turno |  |  | Ultimo turno | Ultimo turno | Ultimo turno | Ultimo turno | Ultimo turno |  |
|  |             |                     |                     |             |             |  |  |              |              |              |              |              |  |
|  | 7           | Kaia Kanepi         | Kaia Kanepi         | 6           | 6           |  |  |              |              |              |              |              |  |
|  |             | Paula Badosa Gibert | Paula Badosa Gibert | 3           | 3           |  |  | 7            | Kaia Kanepi  | Kaia Kanepi  | 6            | 6            |  |
|  |             | Stefanie Vögele     | 6                   | 5           | 4           |  |  | 23           | Tímea Babos  | Tímea Babos  | 3            | 4            |  |
|  | 23          | Tímea Babos         | 3                   | 7           | 6           |  |  |              |              |              |              |              |  |

### Sezione 8
|  | Primo turno | Primo turno    | Primo turno    | Primo turno | Primo turno |  |  | Ultimo turno | Ultimo turno   | Ultimo turno   | Ultimo turno | Ultimo turno |  |
|  |             |                |                |             |             |  |  |              |                |                |              |              |  |
|  | 8           | Bernarda Pera  | 3              | 0           | r           |  |  |              |                |                |              |              |  |
|  |             | Arantxa Rus    | 6              | 3           |             |  |  |              | Arantxa Rus    | Arantxa Rus    | 3            | 0            |  |
|  | WC          | Allie Kiick    | Allie Kiick    | 5           | 0           |  |  | 14           | Jessica Pegula | Jessica Pegula | 6            | 6            |  |
|  | 14          | Jessica Pegula | Jessica Pegula | 7           | 6           |  |  |              |                |                |              |              |  |

### Sezione 9
|  | Primo turno | Primo turno       | Primo turno | Primo turno | Primo turno |  |  | Ultimo turno     | Ultimo turno     | Ultimo turno     | Ultimo turno | Ultimo turno |  |
|  |             |                   |             |             |             |  |  |                  |                  |                  |              |              |  |
|  | 9           | Lara Arruabarrena | 0           | 6           | 4           |  |  |                  |                  |                  |              |              |  |
|  |             | Monica Niculescu  | 6           | 2           | 6           |  |  | Monica Niculescu | Monica Niculescu | Monica Niculescu | 6            | 6            |  |
|  |             | Kateryna Kozlova  | 0           | 6           | 6           |  |  | Kateryna Kozlova | Kateryna Kozlova | Kateryna Kozlova | 2            | 4            |  |
|  | 16          | Zhu Lin           | 6           | 4           | 2           |  |  |                  |                  |                  |              |              |  |

### Sezione 10
|  | Primo turno | Primo turno         | Primo turno | Primo turno | Primo turno |  |  | Ultimo turno | Ultimo turno        | Ultimo turno        | Ultimo turno | Ultimo turno |  |
|  |             |                     |             |             |             |  |  |              |                     |                     |              |              |  |
|  | 10          | Taylor Townsend     | 4           | 7           | 6           |  |  |              |                     |                     |              |              |  |
|  | WC          | Zheng Qinwen        | 6           | 5           | 4           |  |  | 10           | Taylor Townsend     | Taylor Townsend     | 6            | 6            |  |
|  | WC          | Beatriz Haddad Maia | 2           | 6           | 6           |  |  | WC           | Beatriz Haddad Maia | Beatriz Haddad Maia | 1            | 4            |  |
|  | 24          | Anna Blinkova       | 6           | 3           | 2           |  |  |              |                     |                     |              |              |  |

### Sezione 11
|  | Primo turno | Primo turno          | Primo turno          | Primo turno | Primo turno |  |  | Ultimo turno | Ultimo turno      | Ultimo turno      | Ultimo turno | Ultimo turno |  |
|  |             |                      |                      |             |             |  |  |              |                   |                   |              |              |  |
|  | 11          | Kristýna Plíšková    | 6                    | 1           | 7           |  |  |              |                   |                   |              |              |  |
|  |             | Ana Bogdan           | 4                    | 6           | 5           |  |  | 11           | Kristýna Plíšková | Kristýna Plíšková | 3            | 3            |  |
|  |             | Yanina Wickmayer     | Yanina Wickmayer     | 6           | 6           |  |  |              | Yanina Wickmayer  | Yanina Wickmayer  | 6            | 6            |  |
|  | 21          | Veronika Kudermetova | Veronika Kudermetova | 4           | 2           |  |  |              |                   |                   |              |              |  |

### Sezione 12
|  | Primo turno | Primo turno     | Primo turno   | Primo turno | Primo turno |  |  | Ultimo turno | Ultimo turno    | Ultimo turno | Ultimo turno | Ultimo turno |  |
|  |             |                 |               |             |             |  |  |              |                 |              |              |              |  |
|  | 12          | Polona Hercog   | Polona Hercog | 6           | 6           |  |  |              |                 |              |              |              |  |
|  |             | Fanny Stollár   | Fanny Stollár | 2           | 2           |  |  | 12           | Polona Hercog   | 6            | 2            | 2            |  |
|  |             | Laura Siegemund | 4             | 7           | 7           |  |  |              | Laura Siegemund | 3            | 6            | 6            |  |
|  | 19          | Sorana Cîrstea  | 6             | 5           | 5           |  |  |              |                 |              |              |              |  |